# Clinometro

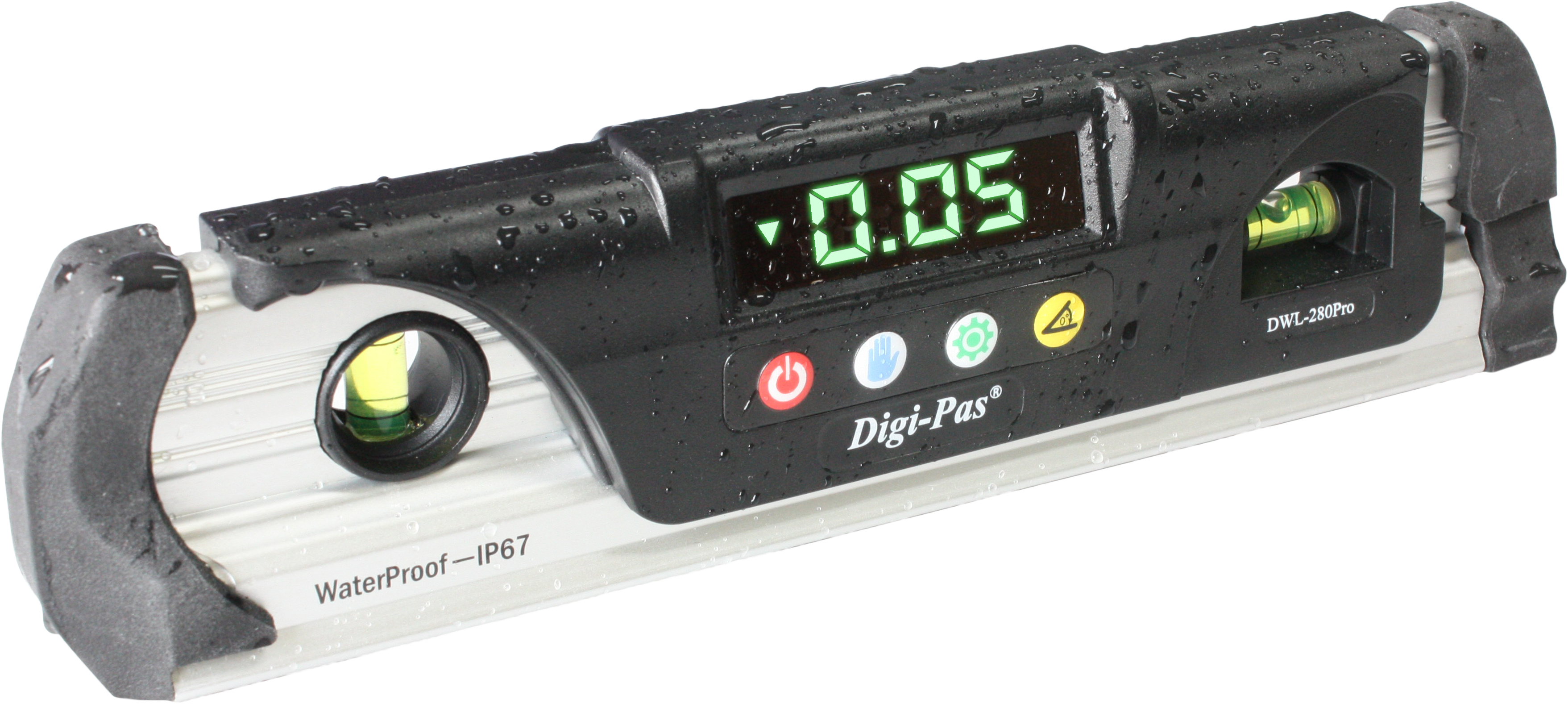
Un Clinometro digitale

Il clinometro o inclinometro (più raramente, tiltmetro) è lo strumento per la misura dell'inclinazione di un corpo. È costituito da una parte fissa e da una mobile, che consente di traguardare l'oggetto della misura.

Sulla parte fissa verticale c'è un riferimento in centimetri, con divisioni di un millimetro. Sulla parte orizzontale è fissata una livella.

Con il clinometro si può calcolare l'altezza anche usando il metodo trigonometrico, leggendo il valore dell'angolo sulla scala posta a sinistra.
Volgarmente, dagli addetti ai lavori è chiamato anche piombo.
In geologia, il clinometro è utilizzato per misurare l'inclinazione di uno strato roccioso. Se è provvisto di un sistema fotografico, assume il nome di clinografo.